# 交読
交読（こうどく、英語: Responsive reading）は、「互いに読みかわす」意味で、特に、キリスト教の礼拝で、聖書の朗読時に、まず『詩篇』の一部を司式者（または代表者）がその一行を声高らかに読んだ後に、会衆全体がそれに続く一行を同じく声高らかに読むという交互の形式で、聖書にある言葉を自分の信仰の表現として宣言するものである。
比較的伝統的な教派の教会で行われ、また『詩篇』から選択した交読文を独立した書籍として出版したり、讃美歌集の付録として載せている場合もある。